# Куусанкоски
Ку́усанкоски (фин. Kuusankoski) это пригород города Коувола, бывший промышленный город и община (волость) Финляндии, расположенная  в регионе Кюменлааксо провинции Южная Финляндия. Численность населения в 2008 году составляла 19 739 человек. Плотность населения — 173,5 чел/км². Куусанкоски занимал площадь 128,53 км² из которых водная поверхность составляла 14,75 км². Город расположен примерно в 130 км к северо-востоку от столицы Финляндии Хельсинки. Куусанкоски известен прежде всего производством бумаги и тремя крупными производственными комплексами. 

## История
Куусанкоски как община, а не город была основана в 1921 году из частей соседних общин Ийтти и Валкеала. Он получил статус kauppala (буквально «торговое место») в 1957 году и стал городом в 1973 году.
История Куусанкоски на протяжении последних полутора веков тесно связана с созданием и развитием бумажных фабрик. Основание фабрик восходит к 1870-м и 1890-м годам, когда пороги реки Кюмийоки были созданы для подачи электроэнергии в пробуждающуюся промышленность. С тех пор и до современной эпохи автоматизации фабрики предлагали рабочие места многим поколениям жителей Куусанкоски, что делало этот район несколько более процветающим, чем соседние регионы. Сегодня влияние фабрик на повседневную жизнь несколько уменьшилось.
Городской пейзаж Куусанкоски состоит в основном из многоквартирных домов, построенных в 1960-х годах. Однако есть и исключения, например, школа и церковь, построенные в начале прошлого века. Другой вид архитектуры представлен культурным зданием Куусанкоскитало, типичным творением современной финской архитектуры, и библиотекой, построенной в стиле функционализма. Городской пейзаж также примечателен рекой Кюмийоки, протекающей через город.
В 2009 году, шесть общин – Коувола, Куусанкоски, Элимяки, Аньяланкоски, Валкеала и Яала – были объединены, и составили новую общину Коувола с населением более 80 000 человек, являясь 10-м по величине городом Финляндии.

## Известные уроженцы и жители
- Тамми, Тайсто (1945—1979), финский певец, исполнитель танго
- Алма Пил (1888—1976) — одна из известнейших финских ювелиров XX века; сотрудничала с фирмой Фаберже, являясь поставщиком российского императорского двора.
- Юсси Микко Салминен, известный как Золтан Плуто (1977) - клавишник группы HIM в 1999-2001гг.
- Певица Тарья Турунен жила в Куусанкоски
- Футболист Сами Хююпия родился в Порвоо, но детство провел в Войкке, Куусанкоски.
- Катая Эркки (1924-1969) финский атлет, прыгун с шестом